# Gutach (Schwarzwaldbahn)
Gutach (Alemannic thấp: Guedä) là một thị xã nằm ở huyện Ortenaukreis, thuộc bang Baden-Württemberg, Đức.
Nơi đây có Bảo tàng Ngoài trời Rừng Đen.